# Кийу-Аабла
Ки́йу-А́абла (эст. Kiiu-Aabla), ранее также Ки́у-А́бла (эст. Kiiu-Abla) — деревня на севере Эстонии в волости Куусалу, уезд Харьюмаа.

## География и описание
Расположена на полуострове Юминда, на восточном берегу залива Колга. Одна из самых известных рыбацких деревень западной части национального парка Лахемаа.
Климат умеренный. Официальный язык — эстонский. Почтовый индекс — 74720. Высота над уровнем моря — 17 метров.

## Население
По данным переписи населения 2021 года, в Кийу-Аабла проживали 32 человека, из них 31 (96,9 %) — эстонцы.
Численность населения деревни Кийу-Аабла по данным переписей населения:
| Год  | 1959 | 1970 | 2000 | 2011 | 2021 |
| ---- | ---- | ---- | ---- | ---- | ---- |
| Чел. | 57   | ↘ 45 | ↘ 26 | ↗ 30 | ↗ 32 |

## История
В источниках 1517 года упоминается Habbelach, 1535 года — Habel zu Kida, 1538 года — Habela zum Hofe Kidy, 1637 года — Kyo-Abell, 1798 года — Kioabla, 1844 года — Kiohabla, 1871 года — Kioabla. В начале XX века на русском языкуе упоминается как Киоабла и Кио-Абла.
С 1977 по 1997 год деревня Кийу-Аабла входила в состав деревни Аабла. До конца XVIII века мыза Кийу включала в себя три деревни в западной части полуострова Юминда: Таммисту, Леэзи и половину Аабла. Остальная часть полуострова Юминда принадлежала мызеКольк (Колга), границей между ними была Аабла, к северу от которой находилась Кийу-Аабла, к югу — Колга-Аабла. Кийу-Аабла, вероятно, была из них самым старым и крупным поселением. Согласно народным сказаниям, после Северной войны чума уничтожила большую часть местных жителей, а затем сюда пришли выходцы из Финляндии и России, поэтому деревню также называют Венекюла (эст. Veneküla, «Русская деревня»).

## Инфраструктура
В Кийу-Аабла находится известный в Эстонии домашний ресторан «MerMer».

Деревня Кийу-Аабла
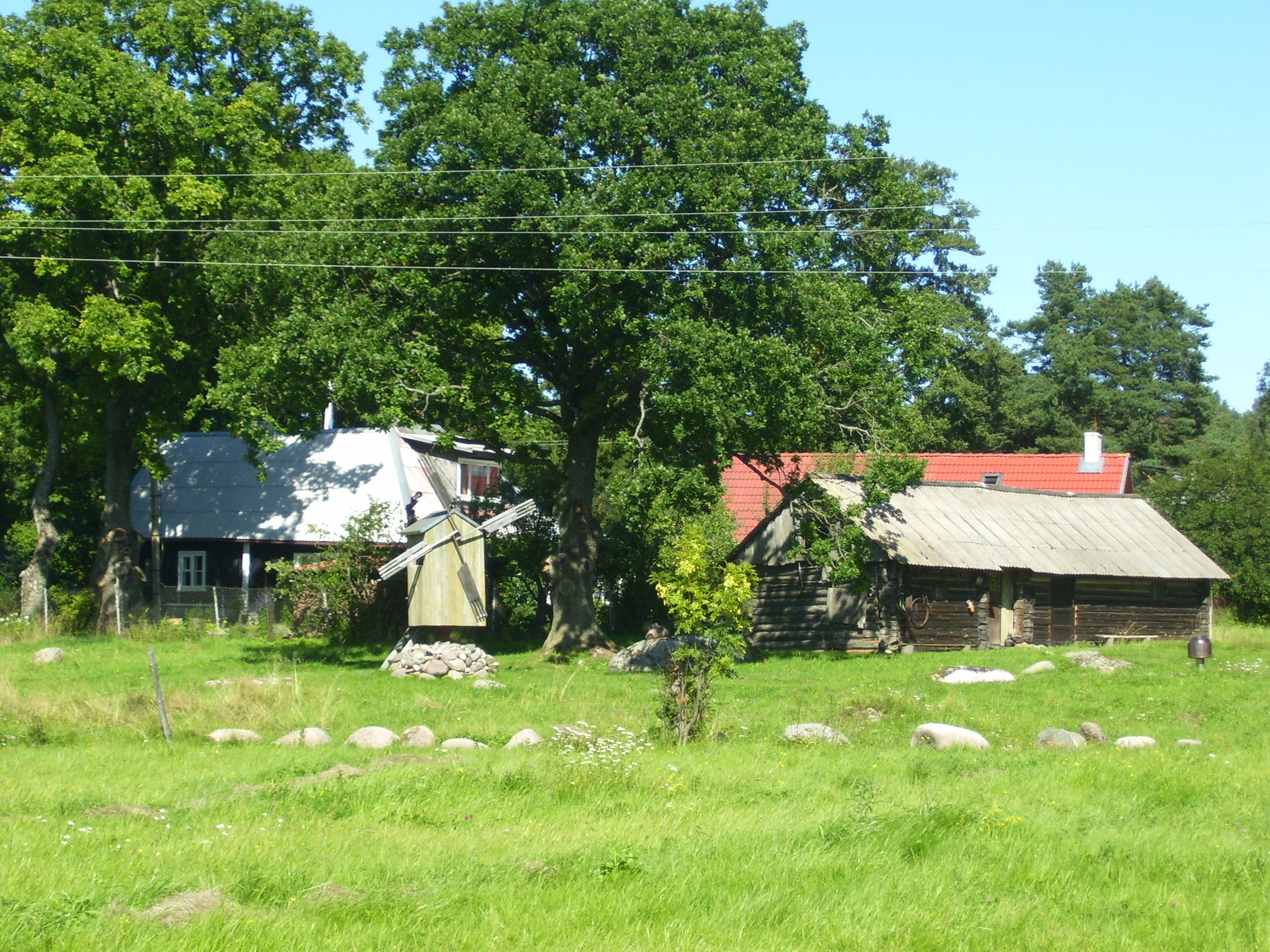
Хутор в деревне
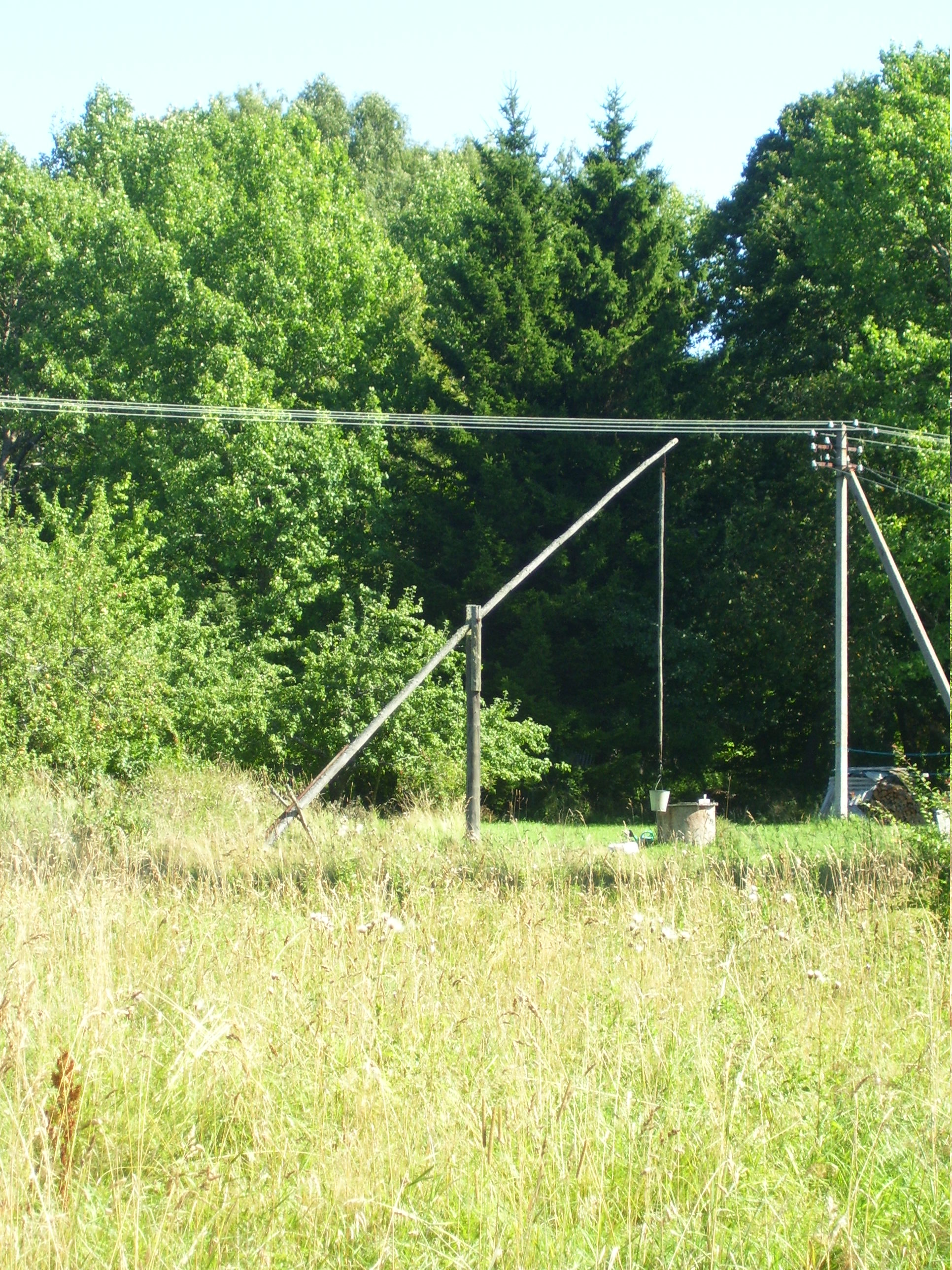
Колодец
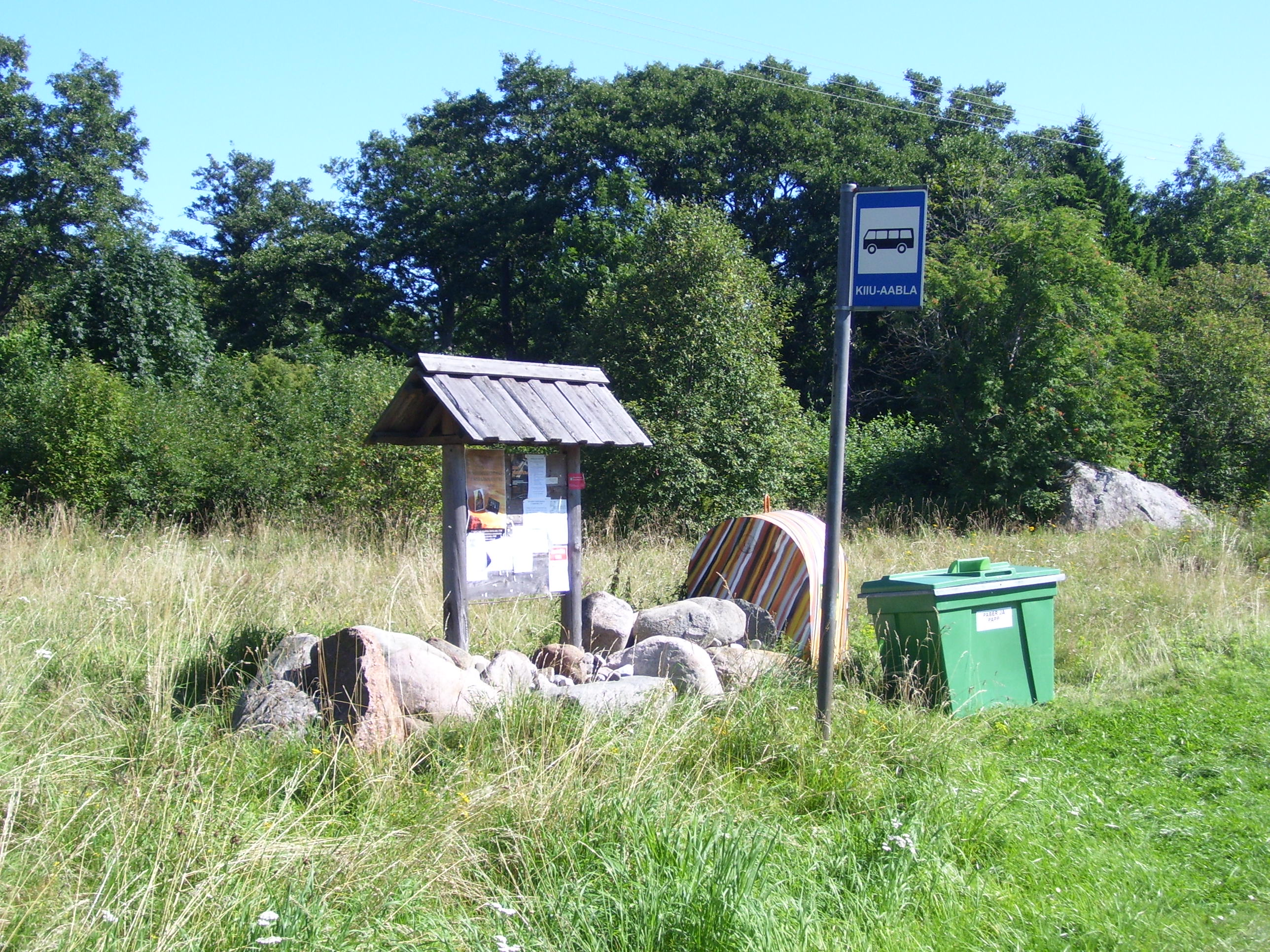
Автобусная остановка

## Уроженцы
- Йоханнес Херм — эстонский военный деятель, капитан 1-го ранга, командующий Военно-морскими силами Эстонии (1919—1925), участник Эстонской освободительной войны.

## Комментарии
1. ↑  Эстонские топонимы, оканчивающиеся на -а, не склоняются и не имеют женского рода (исключение — Нарва)[10].